# クラス変数
クラス変数 (class variable) または、静的メンバ変数 (static member variable)、静的フィールド (static field) とは、同一クラス・派生クラスで共有される変数である。そのため、関連クラスに渡って共通に使用できるグローバル変数（大域変数）であるともいえる。
これに対して、インスタンスごとに確保される変数のことを、インスタンス変数あるいは単にフィールド (計算機科学)、データメンバ、メンバ変数などと呼ぶ。 
UMLではクラス変数のことを、特別な意味を持つ属性としてクラススコープ (class scope) と呼ぶ。

## Ruby
本節ではスクリプト言語であるRubyでクラス変数の概略を記す。Rubyにおいては、@@で始まる変数がクラス変数となる。
```
# Ruby Script

class
 
A

@@n
=
"Default Value"

	
def
 
printClassVariable

		
p
 
@@n

	
end

	
def
 
setClassVariable
(
var
)

		
@@n
=
var

	
end

end

class
 
B
 
<
 
A

end

class
 
C
 
<
 
B

end

a
 
=
 
A
.
new

b
 
=
 
B
.
new

c
 
=
 
C
.
new

a
.
printClassVariable
 
#=> Default Value

b
.
printClassVariable
 
#=> Default Value

c
.
printClassVariable
 
#=> Default Value

a
.
setClassVariable
(
"Value is changed"
)

a
.
printClassVariable
 
#=> Value is changed

b
.
printClassVariable
 
#=> Value is changed

c
.
printClassVariable
 
#=> Value is changed

```

なお、Rubyにおいてはクラス自身もClassクラスのインスタンスであるので、そのインスタンス変数（クラスインスタンス変数）も存在する。「クラスに属する変数」という意味で両者は共通するが、クラスインスタンス変数はインスタンスメソッドから直接使うことができないなど、機能としては別である。

## Java
本節では、Javaにおけるクラス変数の例を記す。
Javaにおいては、static修飾子を使うことでクラス変数を宣言できる。下記の例において、2行目で宣言されているfooはクラス変数であり、3行目で宣言されているbarはインスタンス変数である。冒頭でも説明されているように、クラス変数は同一クラスと派生クラスで共有される。ただし、クラス変数のアクセスレベルがprivateの場合、あるいはアクセスレベルがパッケージプライベート（デフォルト）で、派生クラスがパッケージ外にある場合は、派生クラスから参照することはできない。
```
class
 
Hoge
 
{

  
static
 
int
 
foo
;
 
// クラス変数

  
int
 
bar
;
 
// インスタンス変数

}

```

このHogeクラスを実際に使用する例:
```
public
 
class
 
Main
 
{

  
public
 
static
 
void
 
main
(
String
[]
 
args
)
 
{

    
Hoge
.
foo
 
=
 
100
;
 
// Hogeクラスのクラス変数に100を代入

    
final
 
Hoge
 
hoge
 
=
 
new
 
Hoge
();
 
// インスタンスを生成

    
hoge
.
bar
 
=
 
20
;
 
// hogeインスタンスのインスタンス変数barに20を代入

    
System
.
out
.
println
(
"Hoge.foo = "
 
+
 
Hoge
.
foo
);
 
// fooを表示

    
System
.
out
.
println
(
"hoge.bar = "
 
+
 
hoge
.
bar
);
 
// barを表示

    
// hogeインスタンスでクラス変数fooにアクセスすることもできる (ただし、推奨されない文法)。

    
System
.
out
.
println
(
"hoge.foo = "
 
+
 
hoge
.
foo
);

    
hoge
.
foo
 
=
 
700
;
 
// クラス変数fooに700を代入

    
hoge
.
bar
 
=
 
800
;
 
// hogeインスタンスのインスタンス変数barに800を代入

    
System
.
out
.
println
(
"Hoge.foo = "
 
+
 
Hoge
.
foo
);

    
System
.
out
.
println
(
"hoge.foo = "
 
+
 
hoge
.
foo
);

    
System
.
out
.
println
(
"hoge.bar = "
 
+
 
hoge
.
bar
);

    
final
 
Hoge
 
another
 
=
 
new
 
Hoge
();
 
// インスタンスをもう一つ生成

    
another
.
foo
 
=
 
777
;
 
// クラス変数fooに777を代入

    
another
.
bar
 
=
 
888
;
 
// anotherインスタンスのインスタンス変数barに888を代入

    
System
.
out
.
println
(
"another.foo = "
 
+
 
another
.
foo
);

    
System
.
out
.
println
(
"another.bar = "
 
+
 
another
.
bar
);

    
System
.
out
.
println
(
"Hoge.foo = "
 
+
 
Hoge
.
foo
);

    
System
.
out
.
println
(
"hoge.foo = "
 
+
 
hoge
.
foo
);

    
System
.
out
.
println
(
"hoge.bar = "
 
+
 
hoge
.
bar
);

  
}

}

```

実行結果
```
Hoge.foo = 100
Hoge.bar = 20
hoge.foo = 100
Hoge.foo = 700
hoge.foo = 700
hoge.bar = 800
another.foo = 777
another.bar = 888
Hoge.foo = 777
hoge.foo = 777
hoge.bar = 800
```

この例ではインスタンス変数との違いを示すためにインスタンス変数barを用意した。
クラス変数Hoge.fooとhoge.fooとanother.fooはすべて同一のものであるためどれかに値を代入するとどれを参照しても代入された値となる。この例ではまずHoge.fooに100を代入した。当然100を出力する。hoge.fooはHoge.fooとクラス変数を参照しているため100を出力する。次にhoge.fooに700を代入する。Hoge.fooもhoge.fooもどちらも700を出力する。次に新たにインスタンスanotherを生成する。another.fooに777を代入しanother.barには888を代入する。このとき、当然another.fooは777、another.barは888を出力する。ただし、Hoge.foo、hoge.fooの値は、Hogeクラスで共有されているクラス変数であるためどちらも777になっている。hoge.barは異なるインスタンスの変数であるため800のままである。

## 用途
クラス変数はクラスから生成される全てのインスタンスで共有可能な特徴を持つ変数である。この特徴を生かしたクラス変数の代表的な用途は以下の通り。
1. 定数
  - クラスと関連を持つ定数の定義に使用できる。
    - 処理系の実装にもよるが、通常、クラス変数はクラスがロードされた際にメモリ上に確保され、そのメモリを全てのインスタンスが共有する。よって、メモリ使用量が節約できるメリットがある。
    - 定数であることを明示的に示すため、定数に用いるクラス変数は読み取り専用にすることが望ましい。
2. クラスの状態の保持
  - あるクラスのインスタンス全てから共有可能な「クラスの状態」を表す変数の定義に使用できる。
    - クラスの状態の保持の代表例として、Singleton パターンでシングルトンオブジェクトを記憶する変数が挙げられる。
      - Singleton パターンでクラス変数を用いる場合、初めて生成されるインスタンスをクラス変数と関連付けて「そのクラスのインスタンスが生成済みである」というクラスの状態を保持する。